# Ematurga bistrigaria
Ematurga bistrigaria là một loài bướm đêm trong họ Geometridae.